# یواس‌اس ملکه فرانسه (۱۷۷۷)
یواس‌اس ملکه فرانسه (۱۷۷۷) (به انگلیسی: USS Queen of France (1777)) یک کشتی بود.